# Predilpass
Der 1156 m s.l.m. hohe Predilpass (slowenisch Predel, italienisch Passo di Predil) verbindet Tarvis bzw. Raibl in Italien mit Bovec (dt. Flitsch) in Slowenien.

## Verlauf
Die Passstraße führt von Tarvis aus am Abzweig zum Neveasattel und am Raibler See (Lago del Predil) vorbei, bis dort entlang des Gebirgsflusses Gailitz, dann über einige Kehren zur Passhöhe, wo die Staatsgrenze verläuft. Etwa 1 km östlich zweigt die Mangartstraße ab, Sloweniens höchste Straße. Im weiteren Verlauf erreicht die Straße Bovec.
In unmittelbarer Nähe der Passstraße liegen drei ehemalige österreichische Festungswerke: Wenige hundert Meter westlich der Passhöhe liegt die Batterie Predilsattel (Lage). Am südlichen Ende kurz vor Bovec liegt direkt an der Straße die Flitscher Klause und auf einem Felsen gegenüber das Fort Hermann.

## Geschichte
Der Name kommt von slawisch prědělъ ‚Pass, Grenze, Scheide‘, heißt also schlicht ‚Pass‘, die italienische und deutsche Beifügung ist gedoppelt.
Im Jahre 1319 baten die Bürger der Stadt Cividale den Bamberger Bischof um Erlaubnis, auf eigene Kosten eine Straße über den Predilpass bauen zu dürfen. Der Bischof von Bamberg hatte seinerzeit zahlreiche Besitzungen und anderweitige Interessen nördlich und südlich des Predils, er war somit als Protektor für eine Predilstraße ideal. Bereits im Jahre 1326 wurde die Predilstraße rege genutzt, so wird aus dieser Zeit schon über eine Mautverpachtung berichtet. Wenn auch die Bürger Cividales die Kosten für den Straßenbau zahlten, wollten sie doch ihre Kosten auf vielfältigen Wegen wieder hereinbekommen; die Mauterhebung war dabei ein sehr wichtiger Weg. Endgültig scheint die Predilstraße aber erst im Jahre 1404 fertiggestellt worden zu sein. Bis zum Jahre 1490 erfolgte der Bau einiger Brücken, auch begradigte man an einigen Stellen die alte Straße. Dennoch war sie auch weiterhin wohl nur für Karren befahrbar. Eine vorübergehende Besserung trat ein, als es 1536 wieder zu Straßenbaumaßnahmen kam.
Nachdem Cividale im 16. Jahrhundert unter venezianische Herrschaft geriet, ebbte durch Sanktionen Venedigs der Verkehr am Predil stark ab. Als im Jahre 1637 diese Sanktionen aufgehoben wurden, war es schon zu spät für den Predil. Venedig selbst hatte viel von seiner alten Bedeutung verloren und Österreich hatte zwischenzeitlich neue Wege für seinen Handel gefunden. Dennoch erfolgte in den Jahren 1678 sowie 1680–1684 ein weiterer Ausbau der Predilstraße, wobei man umfangreiche Neutrassierungen auf der Passhöhe und der Nordrampe vornahm.

### Löwendenkmal

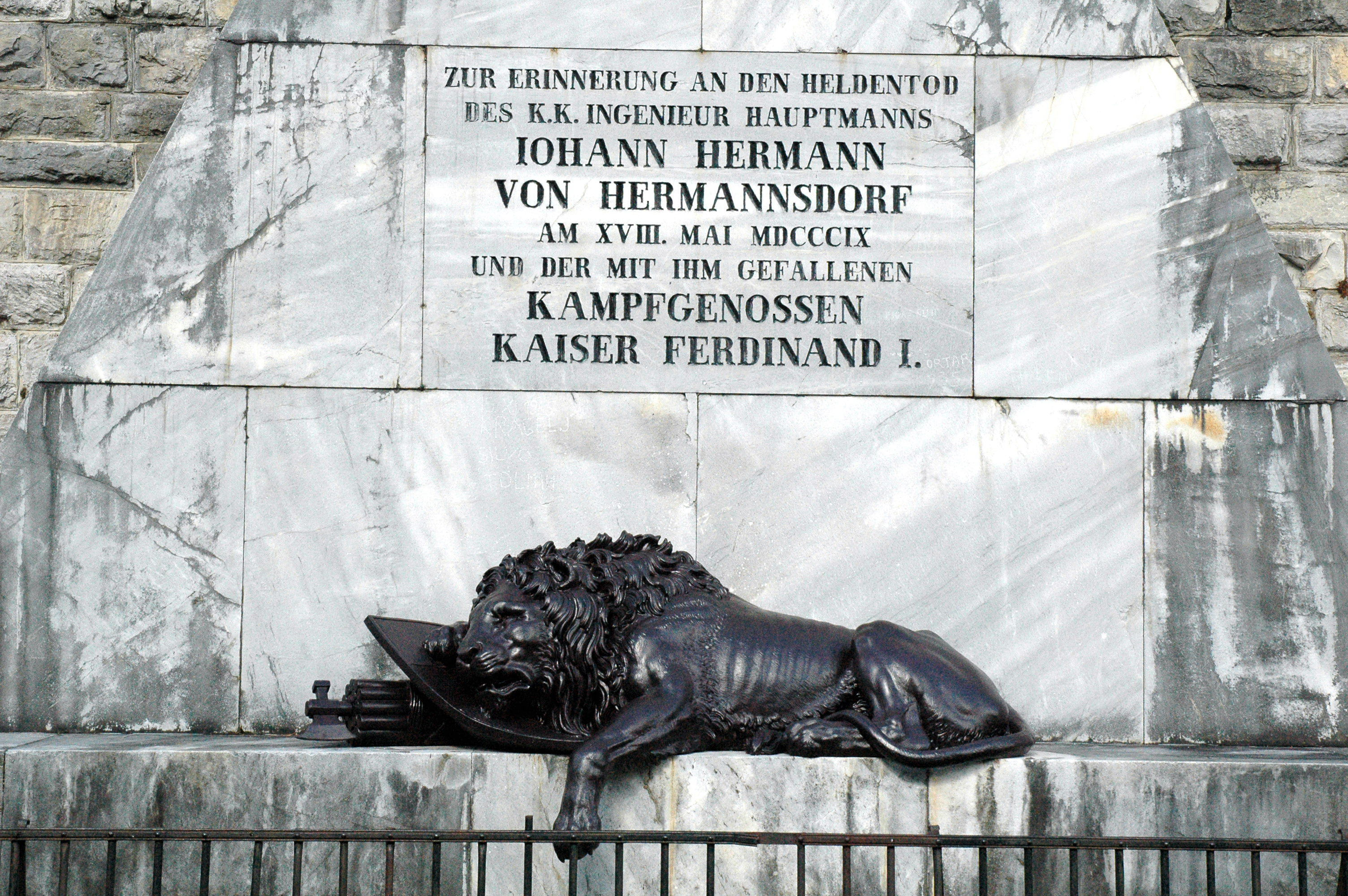
Löwendenkmal am Predilpass für Hauptmann Hermann

Während der Koalitionskriege kämpften Truppen des österreichischen Ingenieurkorps am Predilsattel gegen Truppen Napoleon I. unter dem Kommando des dort am 18. Mai 1809 gefallenen Hauptmanns Johann Hermann von Hermannsdorf.
So nimmt auch der Wahlspruch der 1912 aufgestellten k.u.k. Sappeure Bezug auf ihn und den bei der zeitgleichen Verteidigung von Malborghet gefallenen Ingenieurhauptmann Friedrich Hensel: „Ihnen strebet nach! Erreichen könnt ihr sie, übertreffen nicht!“

### Kaiser Franz Josef I. Hilfsstollen

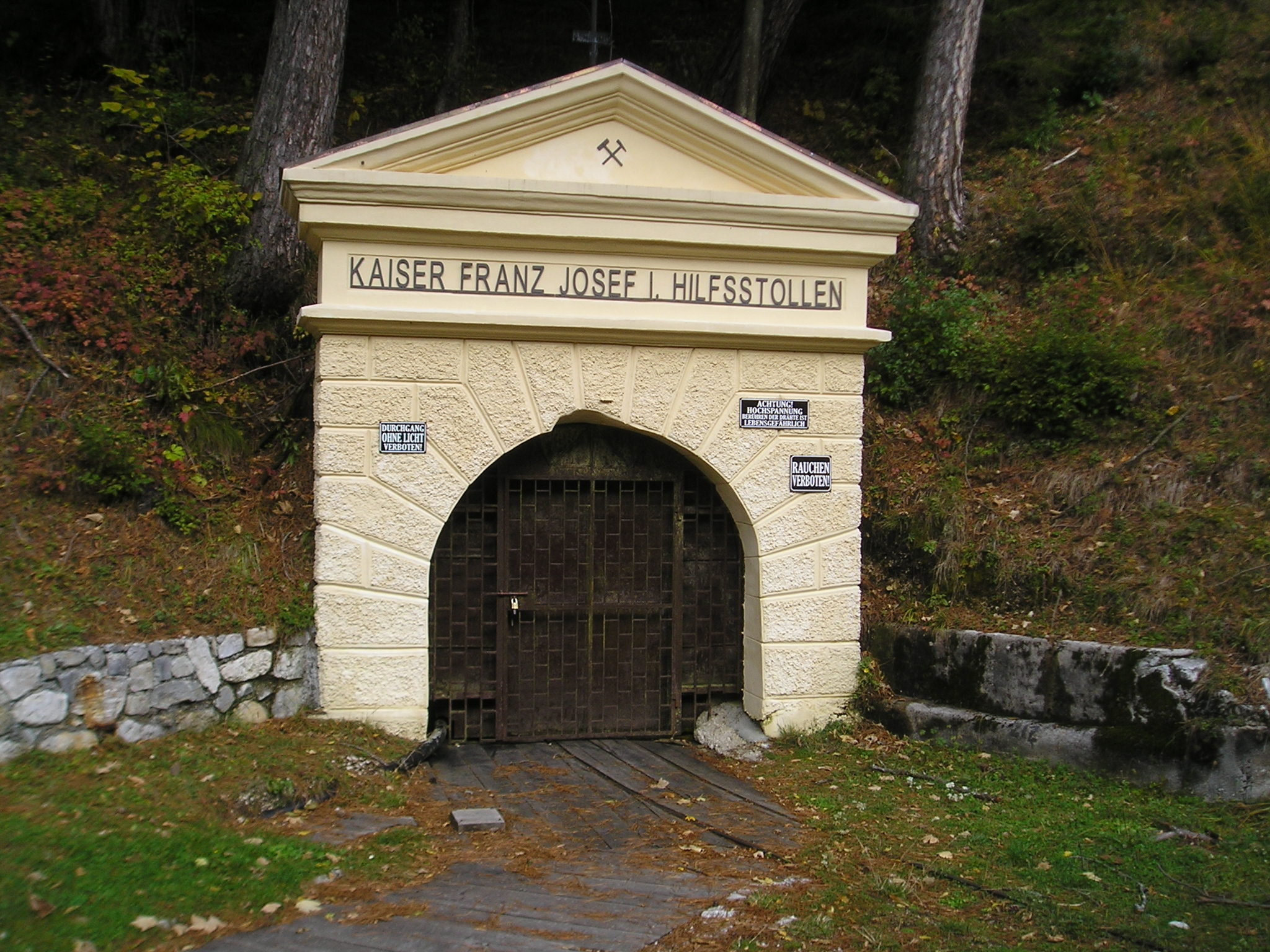
Eingang zum Hilfsstollen

Unter dem Predilpass führt ein aus österreichischer Zeit stammender Stollen (italienisch: Galleria di Bretto, slowenisch: Štoln) hindurch. Raibl ist dabei mit dem slowenischen Ort Gorni Log über einen 5 km langen Stollen verbunden, durch den die Bergleute aus Gorni Log früher zur Schicht ins Raibler Bergwerk fuhren. Im Ersten Weltkrieg diente der Stollen auch zur Versorgung der Isonzofront.

### Batterie Predilsattel

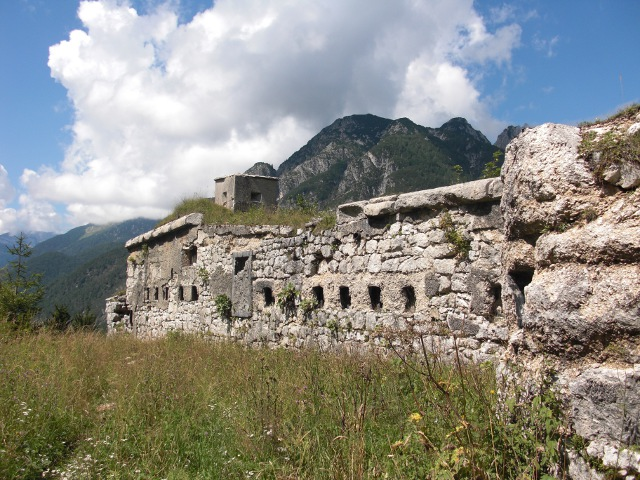
Ostseite der Batterie Predilsattel
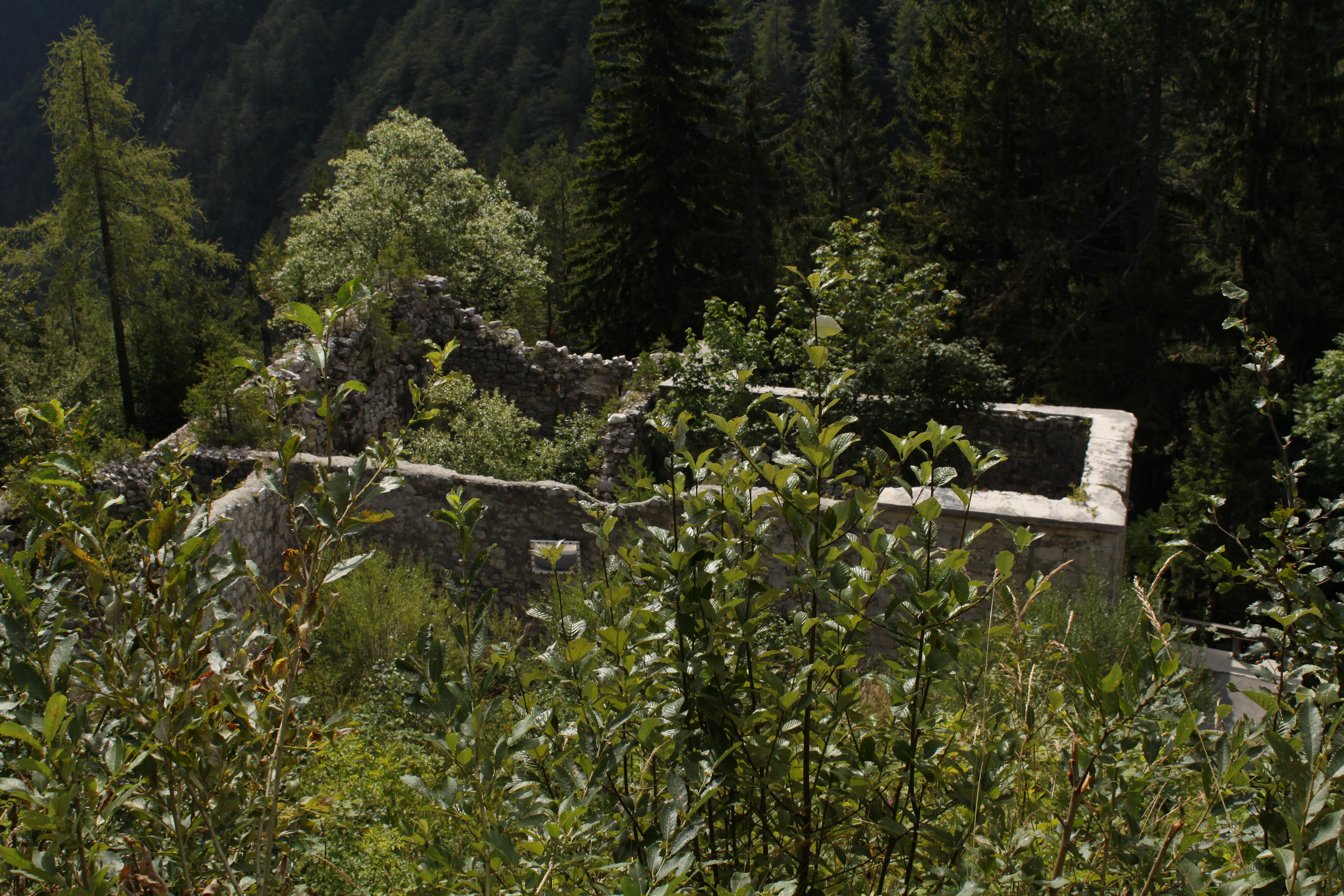
Blick von oben auf die Ruinen des unteren Gebäudes der Passsperre